# Rodrigo Santana
Rodrigo Santana dit « Rodrigão » est un joueur de volley-ball brésilien né le 17 avril 1979 à São Paulo. Il mesure 2,05 m et joue central. Il totalise 149 sélections en équipe du Brésil.

## Clubs
| Club                 | Pays   | De        | À         |
| -------------------- | ------ | --------- | --------- |
| ADC São Bernardo     | Brésil | 2002-2003 | 2002-2003 |
| Ferrare              | Italie | 2003-2004 | 2003-2004 |
| Unisul Florianopolis | Brésil | 2004-2005 | 2004-2005 |
| Macerata             | Italie | 2005-2006 | …         |

- Rodrigão a signé à Macerata peu avant le début de la saison en qualité de joker, en remplacement d'Arkadiusz Golas, tué dans un accident de voiture le 16 septembre 2005.

## En club
- Championnat d'Italie : 2006
- Coupe de la CEV : 2006

### En équipe nationale du Brésil
- Jeux olympiques : 2004
- Championnat du monde : 2002, 2010
- Ligue mondiale : 2003, 2004, 2005
- Championnat d'Amérique du Sud : 2001, 2003, 2005
- Coupe du monde : 2003
- Copa America : 2001